# William Robert Johnson
William Robert Johnson (Tonopah, 19 novembre 1918 – Orange, 28 luglio 1986) è stato un vescovo cattolico statunitense.

## Biografia
Monsignor William Robert Johnson nacque a Tonopah, Nevada, il 19 novembre 1918 da Jorgen Johnson e Marie (nata O'Connell).

### Formazione e ministero sacerdotale
Nei primi anni '20, la famiglia si trasferì a Los Angeles, in California, dove si iscrisse alla St. Ignatius School. Frequentò poi il Los Angeles College, il seminario minore della diocesi di Los Angeles-San Diego dal 1932 al 1938. Compì gli studi teologici per il sacerdozio al seminario "San Giovanni" di Camarillo.
Il 28 maggio 1944 fu ordinato presbitero da monsignor John Joseph Cantwell. Dopo diversi anni di lavoro pastorale, venne inviato all'Università Cattolica d'America a Washington dove conseguì la laurea in scienze del lavoro sociale. Venne quindi nominato assistente direttore del Catholic Welfare Bureau nel 1948, e subentrò a monsignor Alden John Bell come direttore nel 1956. Nel 1960 fu eletto nel consiglio di amministrazione della National Conference of Catholic Charities della quale divenne presidente nel 1964. Nel 1960 venne nominato monsignore e nel 1965 prelato domestico. Oltre a operare come direttore del Catholic Welfare Bureau, fu parroco della parrocchia del Santo Nome di Gesù, la prima parrocchia cattolica per afroamericani, a Los Angeles dal 1962 al 1968, parroco della parrocchia dei Santi Martiri Americani a Manhattan Beach dal 1968 al 1971 e vicario parrocchiale della cattedrale di Santa Bibiana dal 1970.

### Ministero episcopale
Il 19 febbraio 1971 papa Paolo VI lo nominò vescovo ausiliare di Los Angeles e titolare di Blera. Ricevette l'ordinazione episcopale il 25 marzo successivo dall'arcivescovo metropolita di Los Angeles Timothy Manning, coconsacranti l'arcivescovo metropolita di San Francisco Joseph Thomas McGucken e il vescovo di Sacramento Alden John Bell.
Il 24 marzo 1976 papa Paolo VI lo nominò vescovo della nuova diocesi di Orange in California. Prese possesso della diocesi il 16 giugno successivo con una messa nella cattedrale della Sacra Famiglia a Orange. Celebrò la messa con i detenuti nella prigione della contea di Orange ogni Natale e nel 1979 istituì un dipartimento dei ministeri ispanici. Descrisse la Chiesa prima del Concilio Vaticano II come "una struttura abbastanza rigida e centralizzata dall'alto verso il basso e apprezzo certamente i cambiamenti che si sono verificati nella Chiesa dal Concilio". Era un chiaro sostenitore del disarmo nucleare e incoraggiò i cattolici a trovare una soluzione per i rifugiati provenienti dal Sud-est asiatico. Ancora oggi nella diocesi di Orange in California è presente una numerosa comunità vietnamita.
Monsignor Johnson soffrì di problemi renali e malattie correlate. Durante l'ultimo anno di vita, spesso dovette usare una sedia a rotelle. Morì per un'infezione batterica al St. Joseph Hospital di Orange il 28 luglio 1986 all'età di 67 anni. È sepolto nell'Holy Sepulcher Cemetery di Orange.

## Genealogia episcopale
La genealogia episcopale è:
- Cardinale Scipione Rebiba
- Cardinale Giulio Antonio Santori
- Cardinale Girolamo Bernerio, O.P.
- Arcivescovo Galeazzo Sanvitale
- Cardinale Ludovico Ludovisi
- Cardinale Luigi Caetani
- Cardinale Ulderico Carpegna
- Cardinale Paluzzo Paluzzi Altieri degli Albertoni
- Papa Benedetto XIII
- Papa Benedetto XIV
- Papa Clemente XIII
- Cardinale Bernardino Giraud
- Cardinale Alessandro Mattei
- Cardinale Pietro Francesco Galleffi
- Cardinale Giacomo Filippo Fransoni
- Cardinale Carlo Sacconi
- Cardinale Edward Henry Howard
- Cardinale Mariano Rampolla del Tindaro
- Cardinale Rafael Merry del Val
- Cardinale Giovanni Vincenzo Bonzano
- Arcivescovo Edward Joseph Hanna
- Arcivescovo John Joseph Cantwell
- Arcivescovo Joseph Thomas McGucken
- Cardinale Timothy Finbar Manning
- Vescovo William Robert Johnson